# Joan Benesiu
Joan Benesiu   (Beneixama, 22 de juliol de 1971) pseudònim de l'escriptor Josep Martínez Sanchis, és un escriptor valencià.

## Biografia
És professor de filosofia a un institut de secundària de València, on dirigeix un cineclub. La combinació de la seva prosa, suggeridora i enigmàtica, amb una veu molt personal deixa entreveure una narrativa d'alta volada que ofereix una literatura ambiciosa alhora que plaent. Després d'haver guanyat amb Intercanvi (Bromera) el Premi Ciutat de Xàtiva l'any 2007, d'haver escrit nombrosos contes amb què ha obtingut diversos guardons i d'haver col·laborat en l'opuscle cultural L'Esca, d'Arbúcies, i en la revista Manual de Uso Cultural, de Màlaga, va publicar Gegants de gel (Edicions del Periscopi) en 2015, obra amb la qual va guanyar el Premi Llibreter de narrativa (2015) i el Premi Joan Crexells (2016). Amb la novel·la Serem Atlàntida va guanyar el Premi Ciutat de Barcelona (2019). Aquesta obra ha sigut traduïda al castellà per Pablo Martín Sánchez (Seremos Atlántida. Barcelona: Acantilado, 2022); així mateix hi ha traduccions a l'albanés per Bashkim Shehu (Tirana: Aleph Klub, 2021) i al búlgar per Ventsislav Ikoff  (Sofia: IK Persey, 2023).

## Publicacions[1]
- Intercanvi (Josep Martínez Sanchis. Alziraː Bromera, 2008. Gènere: novel·la)
- Els passejants de l'illa de Xàtiva (Barcelona: Edicions 62/ViBooks, 2014. Gènere: novel·la)
- Gegants de gel (Barcelonaː Edicions del Periscopi, 2015. Gènere: novel·la)
- Serem Atlàntida (Barcelona: Edicions del Periscopi, 2019. Gènere: novel·la)
- Trieste (Barcelona: Edicions de la Universitat de Barcelona, 2024)[7]
- Terminus (Barcelona: Edicions del Periscopi, 2024. Gènere: novel·la)

## Premis literaris[1]
- Premi Blai Bellver de narrativa (2007), per Intercanvi
- Premi Llibreter de narrativa (2015), per Gegants de gel
- Premi Joan Crexells de narrativa (2016), per Gegants de gel
- Premi Ciutat de Barcelona de narrativa en llengua catalana (2019), per Serem Atlàntida